# Zlata Lubienski
Zlata grofica Lubienski (Zagreb, 13. ožujka 1897. – Zagreb, 31. ožujka 1969.), hrvatska kolekcionarka.
U njezinom domu u Jurjevskoj ulici 27 u Zagrebu čuvali su se portreti i predmeti rođaka biskupa Josipa Jurja Strossmayera. Bježeći pred nacistima u njezin se stan sklonila njemačka glumica Tilla Durieux sa svojom kolekcijom. Zbirka Lubiensky-Durieux raspada se 1970. (odlaskom Tille Durieux), a nakon smrti Zlate Lubienski podijeljena je nasljednicima i kulturnim ustanovama.
Dugi niz godina kuća grofice Lubienski bila je pravi privatni muzejski prostor gdje su se mogle vidjetli slike Chagalla, Paul Kleea i drugih vrsnih slikara. Od brojnih i vrijednih eksponata u Zagrebu je jedino ostala Chagallova "Dama s pticom" koja se nalazi u Muzeju Grada Zagreba podno Popovog tornja.  

## Vanjska poveznice
Mrežna mjesta
- Ivan Ferenčak, Zbirka Zlate Lubienski u Hrvatskoj akademiji znanosti i umjetnosti, HAZU, Zagreb, 2020.